# Girolamo Verallo
Girolamo Verallo o Veralli (Cori, c. 1500 - Roma, 11 de octubre de 1555) fue un eclesiástico y diplomático italiano. 

## Biografía
Hijo primogénito de Giovan Battista Verallo y de Giulia Giacobazzi, su padre fue catedrático de medicina en el Studium Urbis de Roma, del que era rector su tío materno Domenico Giacobazzi, cardenal de León X, y su otro tío Andrea fue obispo de Nocera.  
Fueron sus hermanos Matteo (padre del también cardenal Fabrizio Veralli, a quien Girolamo no llegó a conocer), Paolo Emilio, Vittoria, Ippolita (estas dos, monjas en el convento de San Sixto de Roma), Costanza y Clemenza. Su primo Cristoforo Giacobazzi fue también cardenal, y su otra prima Costanza Ricci fue madre de Urbano VII. 
Educado en leyes, Girolamo fue gobernador de Velletri, referendario del Tribunal de la Signatura Apostólica, y desde 1534 oidor del Tribunal de la Rota y del Palacio Apostólico.  
Nuncio en la República de Venecia entre 1535-40, obispo de Bertinoro este último mismo año y de Caserta al año siguiente, nuncio ante la corte de Fernando I del Sacro Imperio Romano Germánico entre 1541-44, arzobispo de Rossano desde 1544 y nuncio ante el emperador Carlos V entre 1545-47.
Paulo III le creó cardenal en el consistorio de abril de 1549, con título de S. Martino ai Monti, que en 1553 cambiaría por el de S. Marcelo.  Fue administrador apostólico de la diócesis de Capaccio, participó en el cónclave de 1549-50 en que fue elegido papa Julio III y formó parte de la congregación del Santo Oficio.  
Entre 1551-52 se desempeñó como legado ante la corte de Enrique II de Francia, y tras la muerte del papa participó en el cónclave de abril de 1555 en que fue elegido Marcelo II y en el de mayo del mismo año en que lo fue Paulo IV.  
Fallecido en octubre de ese mismo año, recibió sepultura en la iglesia de San Agostino de Roma.